# HD 102839
HD 102839，又名CP-69 1595，SAO 251604、HR 4538，是一颗恒星，视星等为4.97，位于銀經297.74，銀緯-7.98，其B1900.0坐标为赤經11h 45m 9.3s，赤緯-69° -7.98′ 11″。